# Czech Hall
Die Czech Hall ist ein Versammlungsgebäude in Yukon, Oklahoma, das 1899 von böhmischen Siedlern erbaut wurde, die Mitglieder der Sokol Karel Havliček Lodge und der Western Fraternal Life Association Lodge Jan Žižka No. 67 waren. Das ursprüngliche Gebäude wurde 1925 durch den noch heute stehenden Bau ersetzt.
Das auch als Bohemian Hall bekannte Gebäude war der zentrale Punkt des gesellschaftlichen und musikalischen Lebens böhmischer und tschechischer Auswanderer in Oklahoma. Hier fanden und finden traditionelle Hochzeiten, Schultreffen und Familienzusammenkünfte statt. Bis 1940 wurden hier auch tschechische Theaterstücke aufgeführt.
Das Gebäude ist eine historische Stätte auf nationaler und bundesstaatlicher Ebene und wurde 1980 in das National Register of Historic Places aufgenommen.
Das Bauwerk befindet sich an der 205 North Czech Hall Road, an der Kreuzung von North Czech Hall Road und Silver Maple Drive in Yukon.

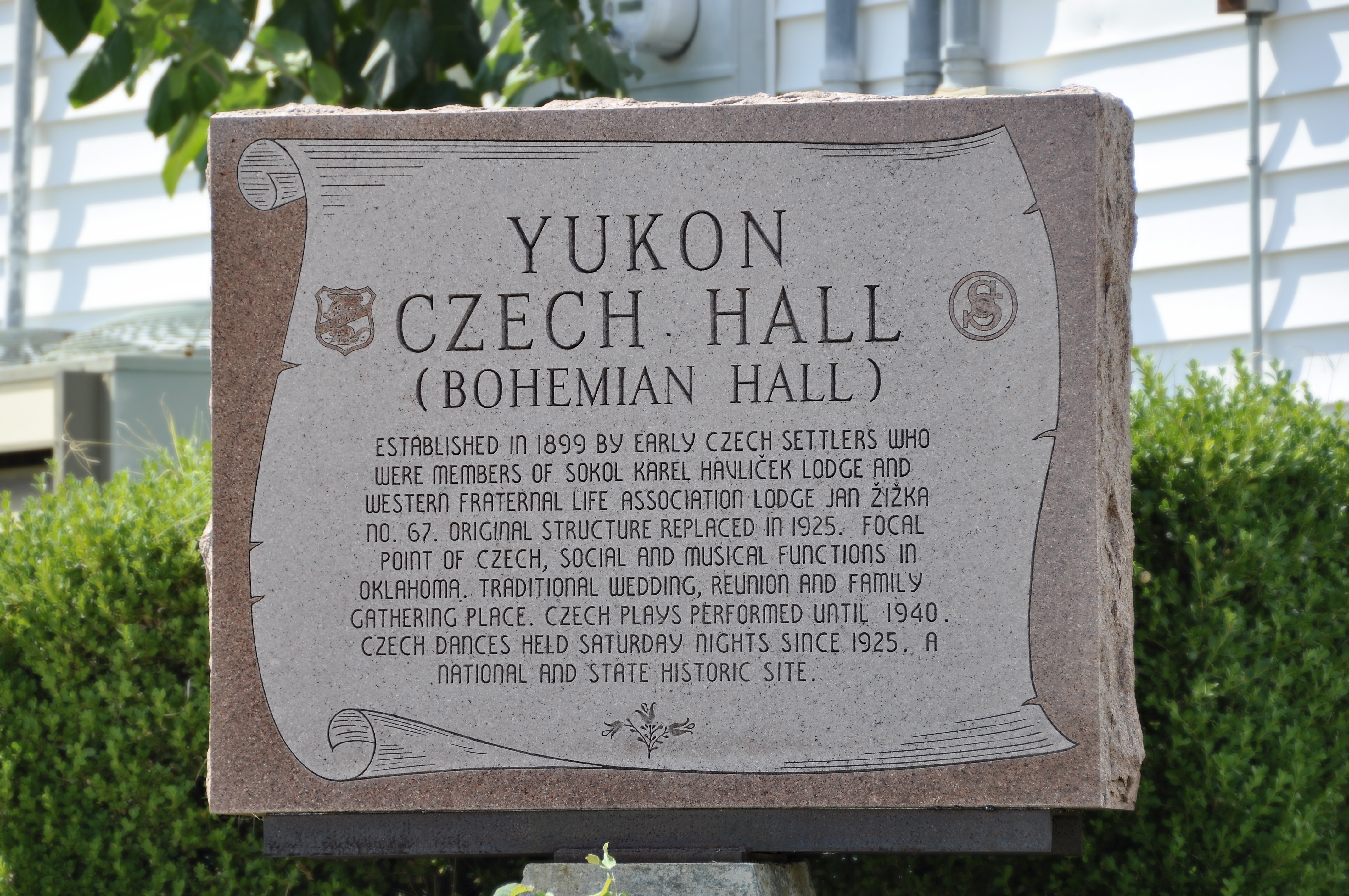
Gedenktafel außerhalb des Gebäudes

## Belege
1. 1 2  National Register Information System. In: National Register of Historic Places. National Park Service, abgerufen am 13. März 2009 (englisch).